# 福山正喜
福山 正喜（ふくやま まさき、1948年11月20日 -）は、日本の経営者。共同通信社社長を務めた。

## 来歴・人物
神奈川県出身。1971年に慶應義塾大学法学部を卒業し、同年に共同通信社に入社。2005年に常務理事に就任し、2007年に専務理事を経て、2013年6月に社長に就任。2018年6月には相談役に退いた。